# Hypofluoriet
Het hypofluoriet-ion is een oxoanion van fluor, met als brutoformule FO−.
Hypofluorieten zijn de hypothetische zouten en esters afkomstig van waterstofhypofluoriet of onderfluorigzuur (HFO). Fluor bevindt zich in deze verbindingen in oxidatietoestand -I.

## Synthese
Het is vrijwel onmogelijk de zouten te synthetiseren. Zelfs van de geprotoneerde vorm van hypofluoriet (H2OF+) kan met moeite een zout gevormd worden.
Er zijn wel een aantal organische esters van waterstofhypofluoriet bekend: methylhypofluoriet, trifluormethylhypofluoriet en tert-butylhypofluoriet.